# Universidad de Ciencias Médicas de Matanzas
La Universidad de Ciencias Médicas de Matanzas (también llamada Facultad de Ciencias Medicas de Matanzas) es una universidad de medicina localizada en Matanzas, Cuba.
Fue fundada en la década de 1970, por Fidel Castro. 

## Facultades
Se encuentra dividida en cuatro facultades: 

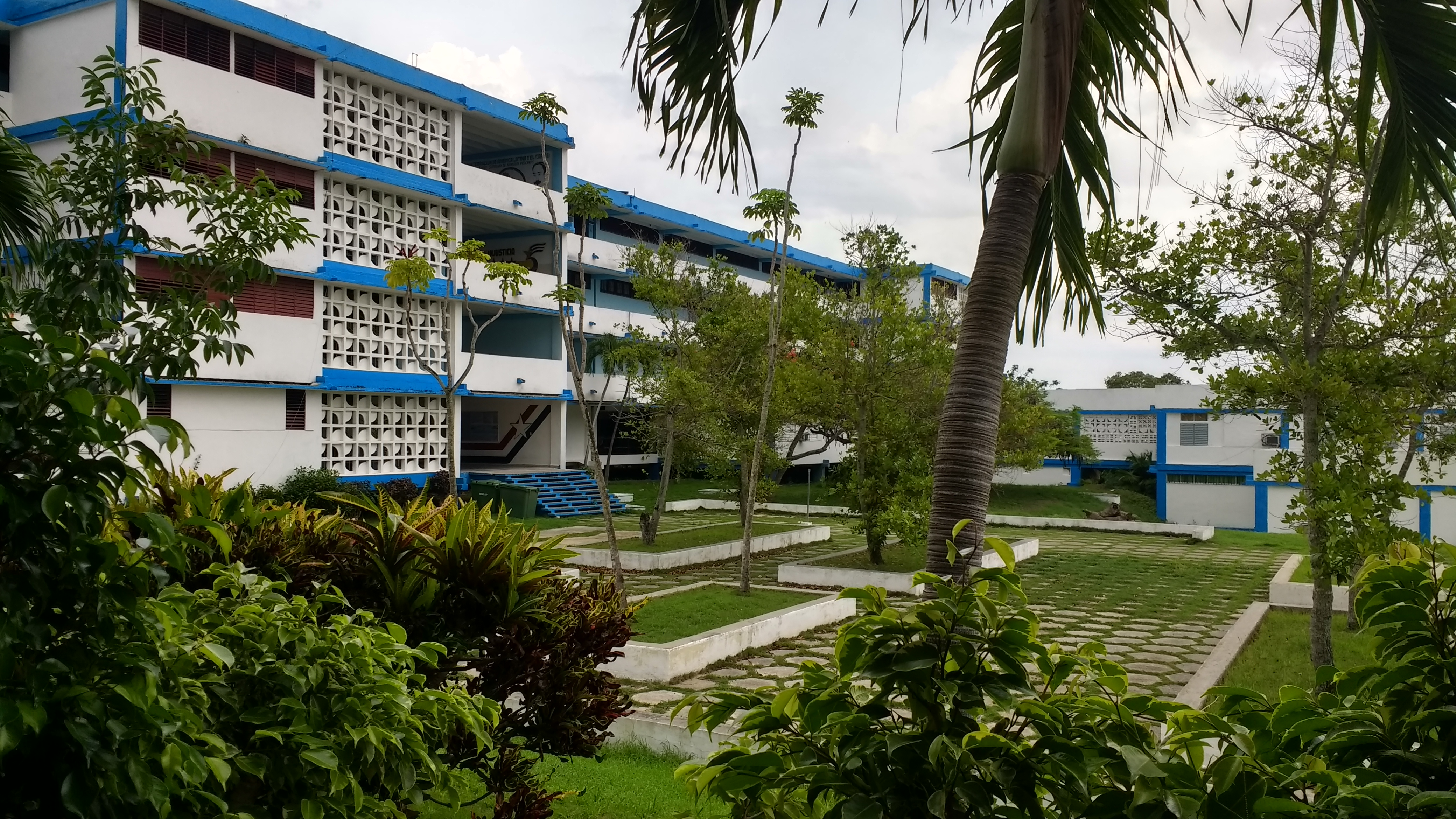
Parque de la Facultad de Ciencias Médicas de Matanzas

- Medicina
- Estomatología
- Licenciatura en Enfermería
- Tecnologías de la Salud